# Luza
Luza (en rus: Луза) és una ciutat de l'óblast de Kírov, a Rússia, segons el cens del 2021 tenia 9.122 habitants. És la capital del districte (raion) homònim. Es troba a la vora del riu Luza, un afluent de l'Iug, i es troba a 54 km a l'est-sud-est de Veliki Ustiug (óblast de Vólogda), a 77 km al sud-est de Kotlas (óblast d'Arkhànguelsk), a 264 km al nord-oest de Kírov i a 783 km al nord-est de Moscou.

## Història
Luza fou fundada a finals del segle XIX al voltant d'una estació ferroviària que es construí prop d'un antic poble del segle XVII. Accedí a l'estatus d'assentament urbà el 1935 i al de ciutat el 1944.